# Princesse Takata
Pour les articles homonymes, voir Takata (homonymie).
La princesse Takata (田形皇女, Takata no hime miko, ? - 728) est une princesse japonaise de la période Asuka et de l'époque de Nara de l'histoire du Japon. Elle est la fille de l'empereur Temmu et de  Soga no Ōnu-no-iratsume dont le père est Soga no Akaye. Le prince Hozumi est son frère ainé et la princesse Ki sa sœur ainée. Elle exerce comme saiō.

## Généalogie
Elle obtient la fonction de saiō de la princesse Izumi le vingt-neuvième jour du huitième mois de 706. Dix mois plus tard, elle abandonne sa fonction et quitte le Saiku d'Ise le quinzième jour du sixième mois de 707 en raison de la mort de l'empereur Mommu.
Puis elle épouse le prince Mutobe et donne naissance à la princesse Kasanui qui devient plus tard une des grandes poétesses de la cour.
Le rang de Ni-hon lui est conféré le sixième jour du deuxième mois de 724, .

## Source de la traduction
- (en)/(ja) Cet article est partiellement ou en totalité issu des articles intitulés en anglais « Princess Takata » (voir la liste des auteurs) et en japonais « 田形皇女 » (voir la liste des auteurs).